# Anthemis ammanthus
Anthemis ammanthus ist eine Pflanzenart aus der Gattung der Hundskamillen (Anthemis) in der Familie der Korbblütler (Asteraceae).

## Merkmale
Anthemis ammanthus ist ein einjähriger Schaft-Therophyt, der Wuchshöhen von 1,5 bis 24, selten bis 36 Zentimeter erreicht. Die Blätter sind fleischig. Die Blattzipfel sind stumpf.
Zungenblüten sind nicht vorhanden. Wenn die Pflanze fruchtet, sind die Stiele der Körbe fadendünn und nicht keulig. Die Früchte sind verkehrtkegel- bis eiförmig, 1,75 Millimeter groß, deutlich zehnrippig, alle gleichartig und fallen ab. Das Krönchen ist 0,3 bis 0,5 Millimeter groß, häutig und mehr oder weniger stark ausgebissen-gezähnt.
Die Blütezeit reicht von März bis Mai.

## Vorkommen
Anthemis ammanthus kommt in der Kardägäis auf Felsküsten und Klippen vor.

## Systematik
Es werden zwei Unterarten unterschieden:
- Anthemis ammanthus subsp. ammanthus: Der Korbboden besitzt keine Spreublätter. Die Früchte fallen früh ab. Diese Unterart kommt in der Kardägäis vor.
- Anthemis ammanthus subsp. paleacea Greuter: Der Korbboden besitzt Spreublätter, die häutig, spatelig-lanzettlich, spitz und langhaarig sind. Die Früchte sind mehr oder weniger beständig. Diese Unterart kommt im Südosten der Kardägäis vor. Sie hat die Chromosomenzahl 2n = 18.[2]

## Belege
1. 1 2 3 4 5 6  Ralf Jahn, Peter Schönfelder: Exkursionsflora für Kreta. Mit Beiträgen von Alfred Mayer und Martin Scheuerer. Eugen Ulmer, Stuttgart (Hohenheim) 1995, ISBN 3-8001-3478-0, S. 313.
2. ↑   Tropicos.